# 理论物理通讯
理论物理通讯（Communications in Theoretical Physics）是一份科学学术期刊，发表理论物理各领域的论文，由中国物理学会、中国科学院理论物理研究所出版。每年出版2卷，各6期。
1. ↑  . iopscience.iop.org.   [2018-10-22]. （原始内容存档于2020-07-13） （英语）.